# Тюркологія (журнал)
«Тюркологія» — міжнародний науковий журнал Азербайджану. Виходить від січня 1970 року. Публікує теоретичні статті зі всіх розділів тюркології.
Вміщувані в журналі статті мовознавчого характеру присвячуються питанням фонетики, граматики, лексики тюркських мов, їх історичному розвитку, історії літературних мов і діалектів, стилістиці та теорії перекладу, новітнім методам лінгвістики, проблемам теорії та методології тюркського мовознавства. Журнал публікує також статті з проблем нормалізації літературних мов (удосконалення мови й орфографії, встановлення норм орфоепії, розробка принципів термінології тощо).
В галузі літературознавства в центрі уваги перебувають проблеми національної своєрідності і змісту літератур тюркських народів. Висвітлюється вивчення класичних і сучасних тюркських літератур, їх поетики, стилістики мови, а також комплекс питань, пов'язаних з дослідженням різних фольклорних жанрів і особливо епічних сказань тюркомовних народів світу. Значна увага приділяється публікації рецензій, оглядів, персоналій і хроніки.
Журнал розрахований на наукових працівників, викладачів, аспірантів, докторантів, бакалаврів і всіх, хто цікавиться питаннями тюркської філології.

## Історія

### Журнал «Радянська тюркологія»
Журнал був заснований за підсумками Всесоюзного перепису населення, проведеного 1959 року, який показав, що в багатонаціональній радянській державі живуть 23 тюркомовних народи, що налічують 25 мільйонів осіб: азербайджанці, казахи, узбеки, туркмени, киргизи, татари, башкири, чуваші, тувинці, якути, алтайці, хакаси, кумики, карачаївці, балкарці, ногайці, каракалпаки, гагаузи та ін. За чисельністю людей, що говорять тюркськими мовами, в СРСР їм належало друге місце після східнослов'янських мов. Разом з тим в республіках і областях союзної держави були висококваліфіковані кадри тюркологів, що досліджували внутрішні закономірності специфіки своїх рідних мов і літератур, здатні вирішувати багато складних питань теорії і практики тюркської філологічної науки. Однак через відсутність централізованого тюркологічного органу друку ці дослідження не виходили на всесоюзну арену, залишаючись у рамках республік і областей, на сторінках місцевих журналів і збірників. З метою подальшого розвитку радянської тюркології Президія АН СРСР винесла Постанову про видання всесоюзного журналу «Радянська тюркологія», покликаного об'єднати сили учених, забезпечити широкий обмін ідеями, досвідом, результатами досліджень і таким чином сприяти більш успішному розвитку тюркської філології. Перший номер журналу побачив світ у квітні 1970 року. Періодичність журналу була 6 номерів на рік. Незважаючи на те, що журнал був органом двох академій — Академії наук СРСР і Академії наук Азербайджанської РСР — він став плодом спільної творчої праці широкого кола тюркологів усього світу.
Вже з перших номерів «Радянська тюркологія» утвердилася в репутації одного з кращих науково-теоретичних тюркологічних журналів світу[джерело?]. Широта проблем знайшла відображення в таких постійних рубриках журналу: «Структура та історія мови», «Мовні зв'язки», «Питання фольклористики і літературознавства», «Ономастика», «Дискусії та обговорення», «Історія вітчизняної тюркології», «Повідомлення та огляди», «Рецензії», «Наукове життя», «Персоналія», «Хроніка» тощо.
З часу заснування журналу і до липня 1987 року його головним редактором був всесвітньо визнаний вчений-тюрколог академік АН Азербайджанської РСР М. Ш. Ширалієв. В різні роки з журналом активно співробітничали і входили до складу його редколегії такі відомі вчені, як Г. А. Абдурахманов, П. А. Азімов, М. О. Баскаков, М. А. Дадашзаде, Г. Й. Ломідзе, М. З. Закієв, С. М. Іванов, С. К. Кенесбаєв, А. М. Кононов, М. Й. Конрад, Х. Г. Короглы, Е. Р. Тенішев, Б. Ч. Чарияров, К. Яшен та ін.
Від липня 1987 року головним редактором був видатний тюрколог, член-кореспондент АН РСР Е. Р. Тенішев (1921—2004).

### Журнал «Тюркологія»
Після розпаду Радянського Союзу 1992 року правонаступником всесоюзного науково-теоретичного журналу «Радянська тюркологія» став науковий журнал «Тюркологія», засновниками якого тоді були Академії наук Азербайджану, Башкортостану, Казахстану, Киргизстану, Росії, Татарстану, Туркменістану та Узбекистану.
Рішенням Президії Академії наук Азербайджану від 16 січня 1993 року засновником міжнародного наукового журналу «Тюркологія» стала Академія наук Азербайджану, а його видавцем — Інститут мовознавства ім. Насімі. Той факт, що журнал видається в Баку, не випадковий. Столиця Азербайджану зберігає традиції тюркологічного центру: адже саме тут 1926 року відбувся перший Всесоюзний з'їзд тюркологів.
Від січня 1993 року до цього часу головним редактором «Тюркології» є академік Агамуса Агаси огли Ахундов.[уточнити] Цей період був відзначений змінами у складі редколегії та рубрикації журналу. Члени редколегії: академік К. Абдуллаєв, доктор філологічних наук Г. Бахшалієва, доктор філологічних наук Ф. Вейсяллі, чл.-кор. НАН Азербайджану А. Гулієв, чл.-кор. НАН Азербайджану Н. Джафаров, чл.-корр. НАН Азербайджану Т. Гаджієв, доктор філологічних наук М. Іманов, чл.-кор. НАН Азербайджану Т. Керімлі, доктор філологічних наук А. Мамедов, С. Сулейманова (заст. гол. редактора) доктор філологічних наук Н. Худієв.
Міжнародними консультантами є такі вчені, як доктор Чонг Жін Ох (Південна Корея), доктор Ф. Ганієв (Татарстан), доктор В. Кормушин (Росія), доктор К. Конкабаєв (Киргизія), Хаясі Тоору (Японія), доктор М. Мусаогли (Туреччина), доктор М. Соєгов (Туркменістан), доктор Ш. Акалин (Туреччина), доктор Т. Меліков (Росія), кандидат філологічних наук В. Гаранфіл (Молдова).
В наш час журнал «Тюркологія» як і раніше користується репутацією провідного наукового журналу і продовжує відображати досягнення сучасних досліджень у світовій тюркологічній науці. Частина авторів представляють країни близького і далекого зарубіжжя. В журналі публікуються наукові статті, які пройшли експертну оцінку редакційної колегії.
Журнал входить до Переліку наукових журналів ВАК Азербайджану, в яких повинні публікуватися основні наукові результати дисертацій на здобуття вчених ступенів докторів наук і докторів філософії.
Всі номери журналу «Тюркологія» представлені в центральних наукових бібліотеках Азербайджану. В рамках проєкту міжнародного книгообміну Фундаментальна бібліотека НАН Азербайджану відправляє журнал до центральних бібліотек міст та університетів Боснії, Болгарії, Угорщини, Польщі, Румунії, Німеччини, Фінляндії, Франції, Італії, Японії, США, Росії, Білорусі, України, Казахстану, Узбекистану, Туркменії.